# Скала Шишко
Скала Шишко — плосковерхая возвышенность Ай-Петринской яйлы высотой 1182 м с отвесным скальным обрывом к юго-востоку. Снизу выглядит как утес. Имеет оборудованную обзорную площадку. Находится у выхода автодороги Ялта- Бахчисарай 35Н-020 на Ай-Петринскую яйлу, в настоящее время в черте самого высокогорного населённого пункта Крыма — села Охотничье. Названа императором Александром II в честь военного инженера, полковника И. С. Шишко, руководившего строительством дороги. Место массового туризма.

## История
Прокладка шоссированной дороги из Ялты в Бахчисарай через Ай-Петринскую яйлу началась в 1865 году и шла в тяжелых условиях горной местности. К середине 1870-х годов строители едва достигли района водопада Учан-Су. Участок на подъёме на кромку яйлы, между 17 и 22 километрами, был особенно трудным — крутизна склонов достигает тут 60—80 градусов. К работам подключилось Кавказское военно-топографическое депо под командованием генерала Е. А. Жданова. Съемку трассы провёл капитан Чевылинский, начальником работ был инженер Руденко, производителем работ — инженер путей сообщения князь Д. А. Мещерский. На завершающем, наиболее опасном отрезке пути работал сапёрно-строительный батальон под командованием инженер-полковника Корпуса инженеров путей сообщения Ивана Станиславовича Шишко (встречается вариант Иван Степанович).
Участок шоссе от Ялты до яйлы был закончен в 1881 году, бахчисарайский участок в 1890 году. Поднявшийся в 1879 году к вершине Ай-Петри император Александр II повелел назвать одну из её скал именем инженера Шишко.
Площадка на скале в начале 20-го века имела ажурную металлическую решётку, в настоящее время установлен каменный парапет.
Для путешествовавших, застигнутых ночью или в непогоду, был сооружен приют - Ай-Петринская дорожная казарма.
После открытия дороги мальпостного сообщения по ней не было, курсировали извозчичьи экипажи «с платой 18—25 рублей». Уже в 1895 году у дороги, на плато Ай-Петри, появилась первая корчма с надписью «Милости прошу!» в виде деревянного барака. При советской власти, до ликвидации в 1930 году, автомобильные перевозки для отдыхающих, по маршруту Симферополь — Бахчисарай — Ялта и обратно осуществляло туристическое акционерное общество «Крымкурсо». Работало два маршрута: № 33 и 35 (обратные номера 36 и 34) с остановками в Коккозах и на Ай-Петри.

Метеостанция у скалы Шишко была основана в 1895 году главной физической Пулковской обсерваторией. Кроме метеонаблюдений здесь велись работы по гидрологии, ботанике, почвоведению, астрономии, зоологии. С 1905 по 1932 год начальник метеостанции К. Ф. Левандовский возглавлял исследовательские работы по ветрам и атмосферному электричеству. Академик Тихов Г. А. вспоминал: «Мы взяли с собой астрограф и светосильный спектрограф и отправились через Севастополь и Ялту на перевал Аи-Петри. Заведующий местной метеорологической обсерваторией К. Ф. Левандовский нас очень радушно принял, предоставил комнату, а его мать согласилась обслуживать нас». Метеостанция функционирует до настоящего времени.

Исторические виды скалы Шишко
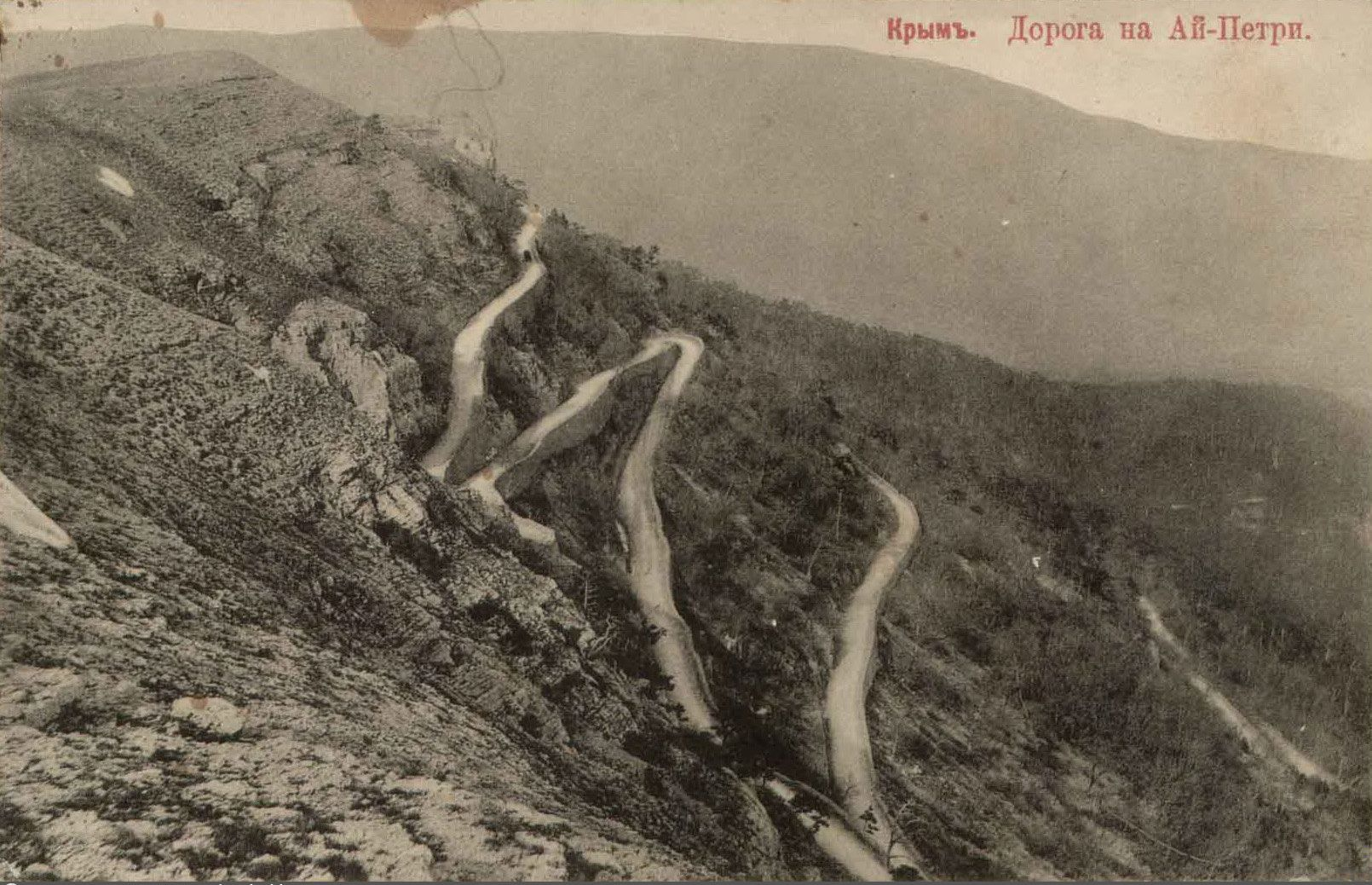
Серпантин дороги Бахчисарай-Севастополь на подходе к скале Шишко
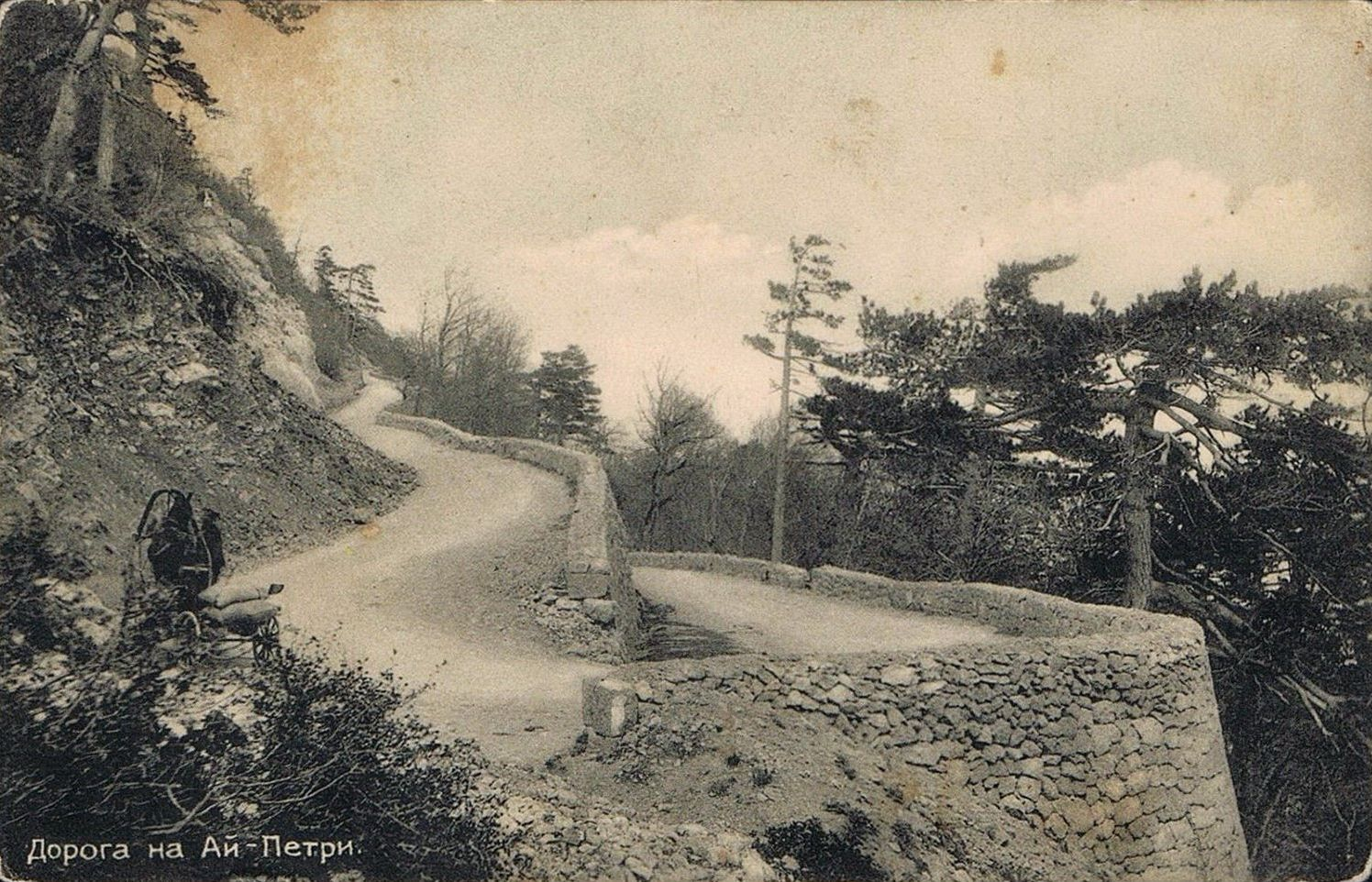
Дорога проходит частично в скальных выборках, частично по терассам на опорных стенках
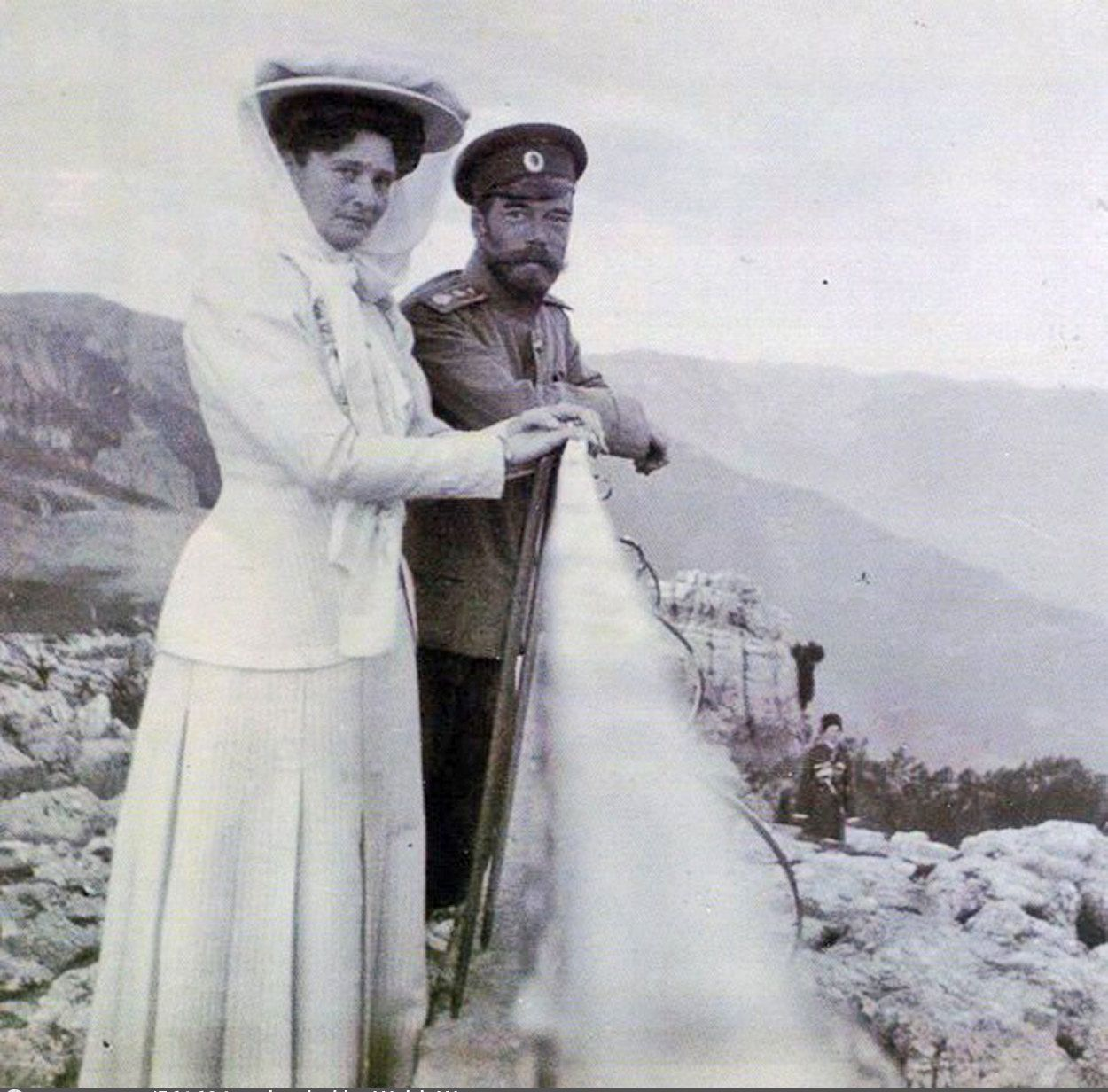
Николай II и Александра Фёдоровна на площадке скалы Шишко, Ай-Петри, 1910
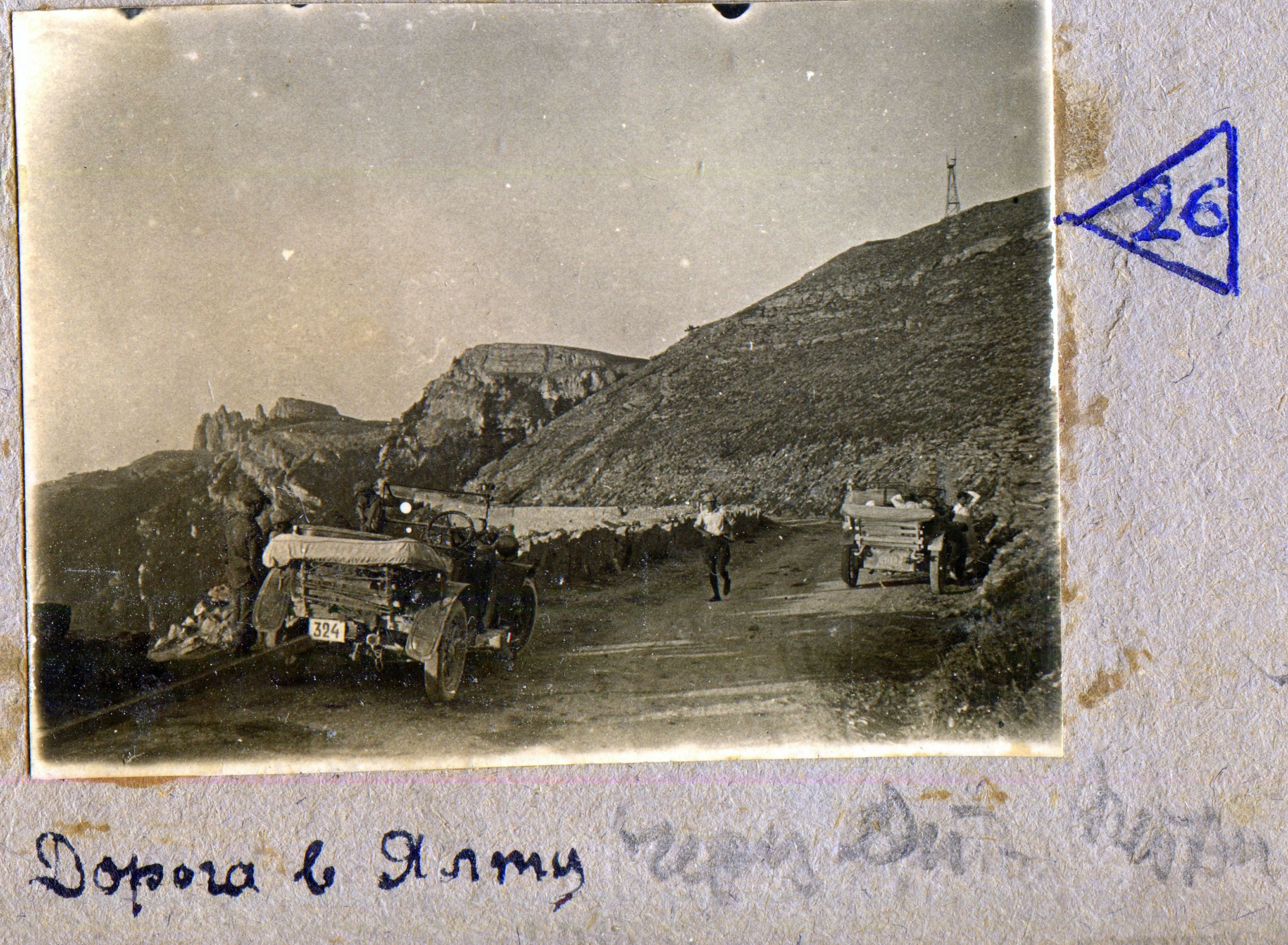
Дорога в 1920-е годы
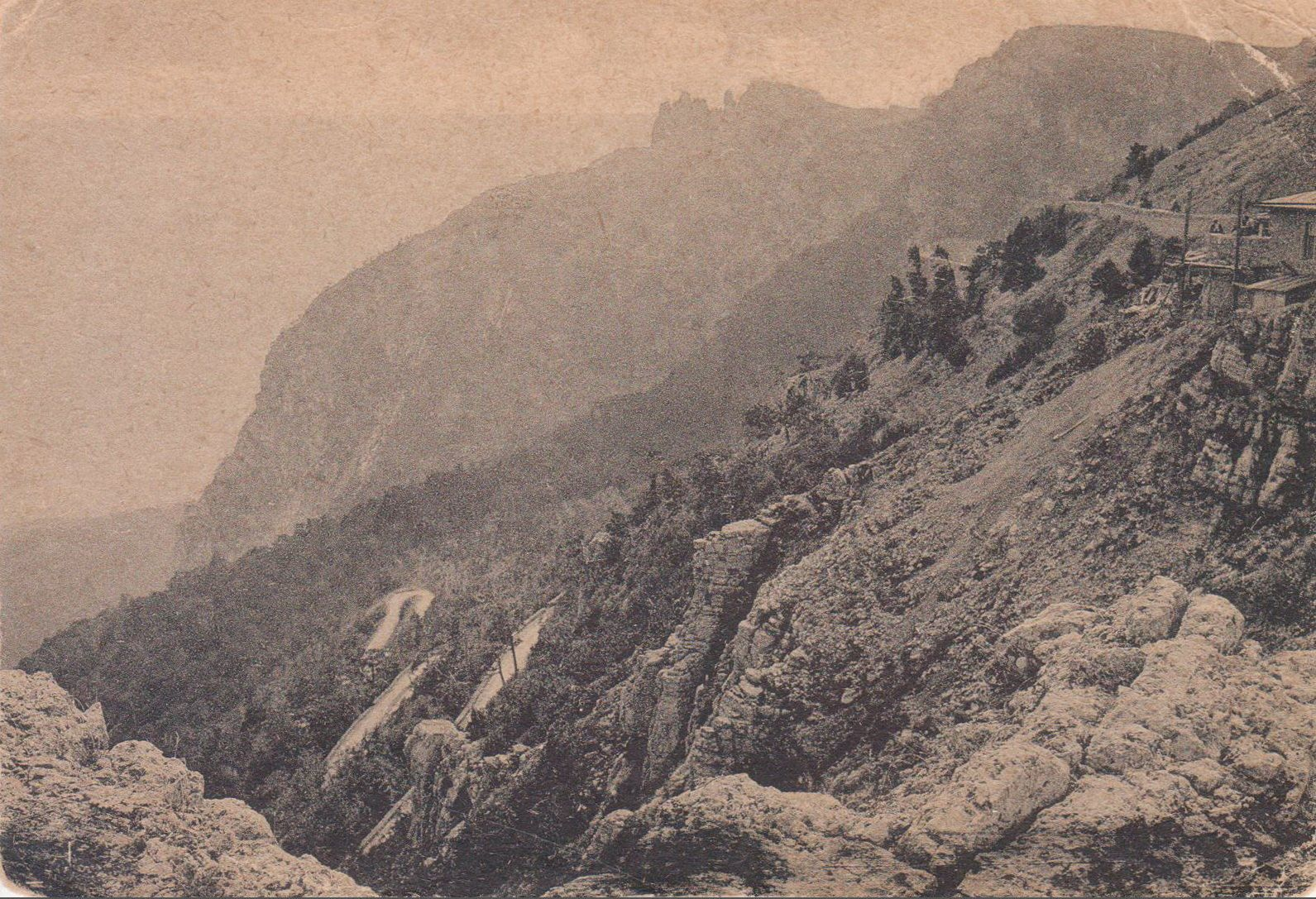
Вид со скалы Ш(ишко на зубцы Ай-Петри, 1925
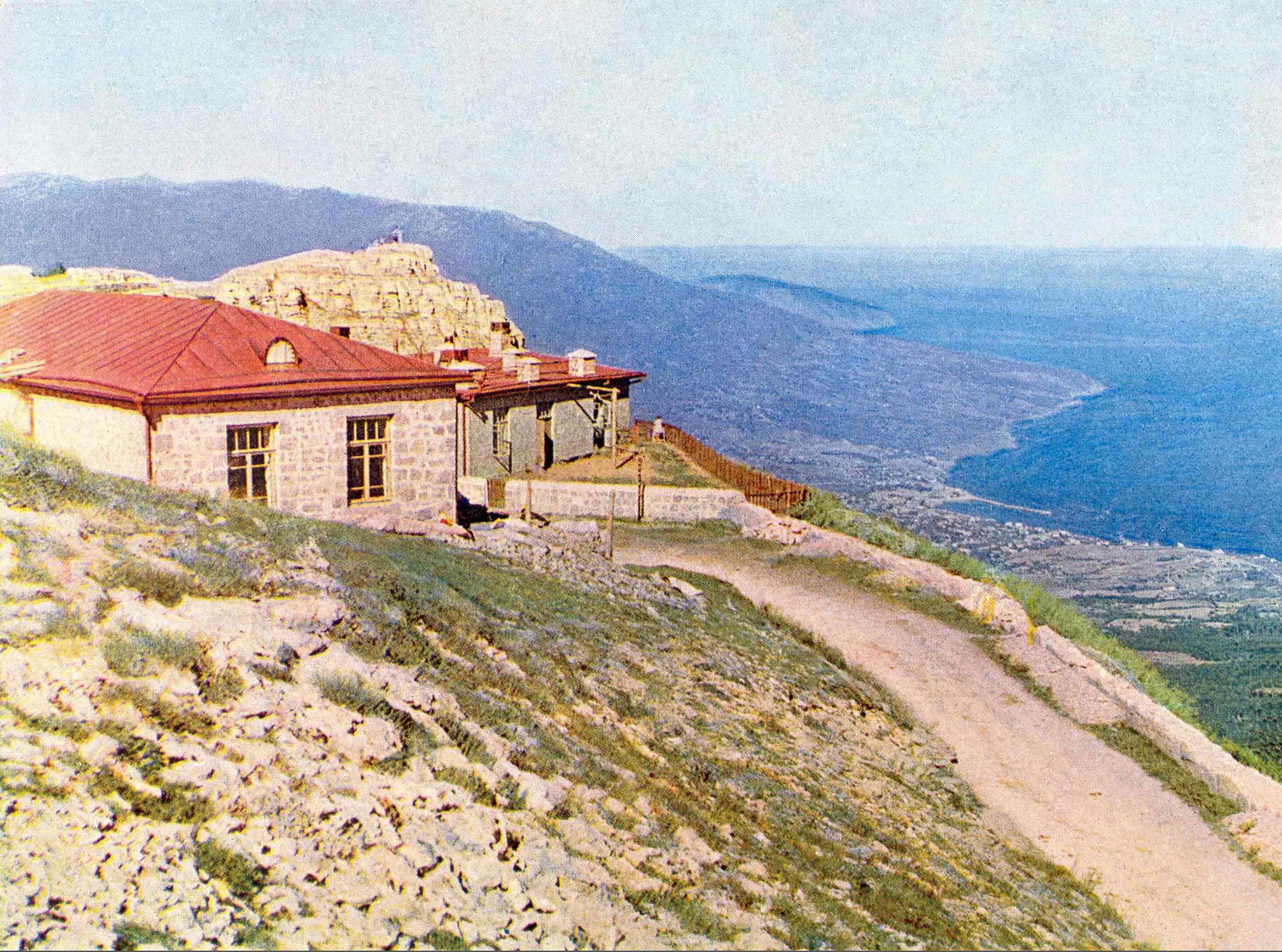
Горная метеорологическая станция. Открытка. Изд. "ГОСЗНАК", Москва, серия Крым № 22, 1926 год

Современное состояние объекта
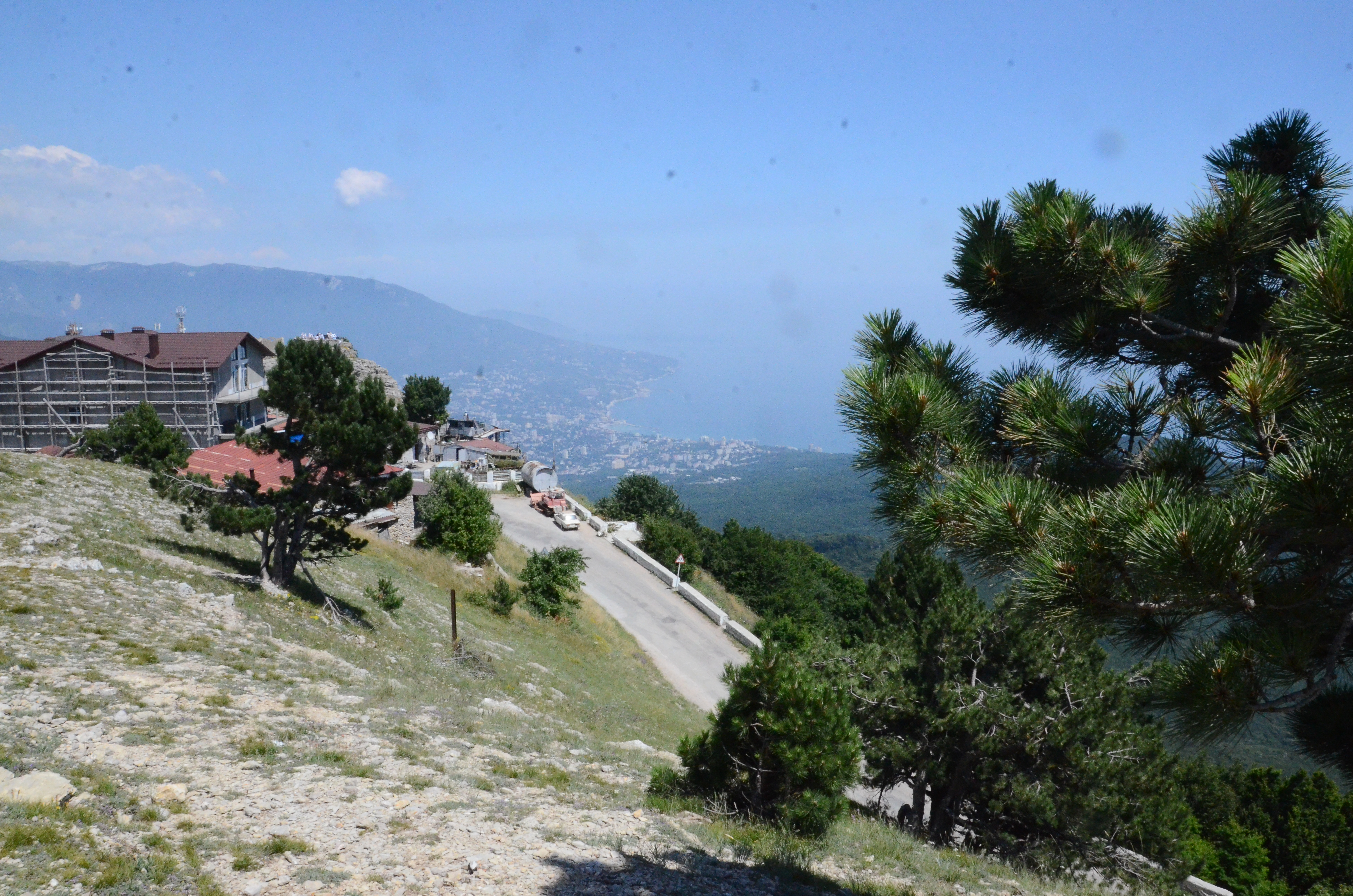
Выход дороги Бахчисарай-Ялта на кромку Ай-Петринской яйлы
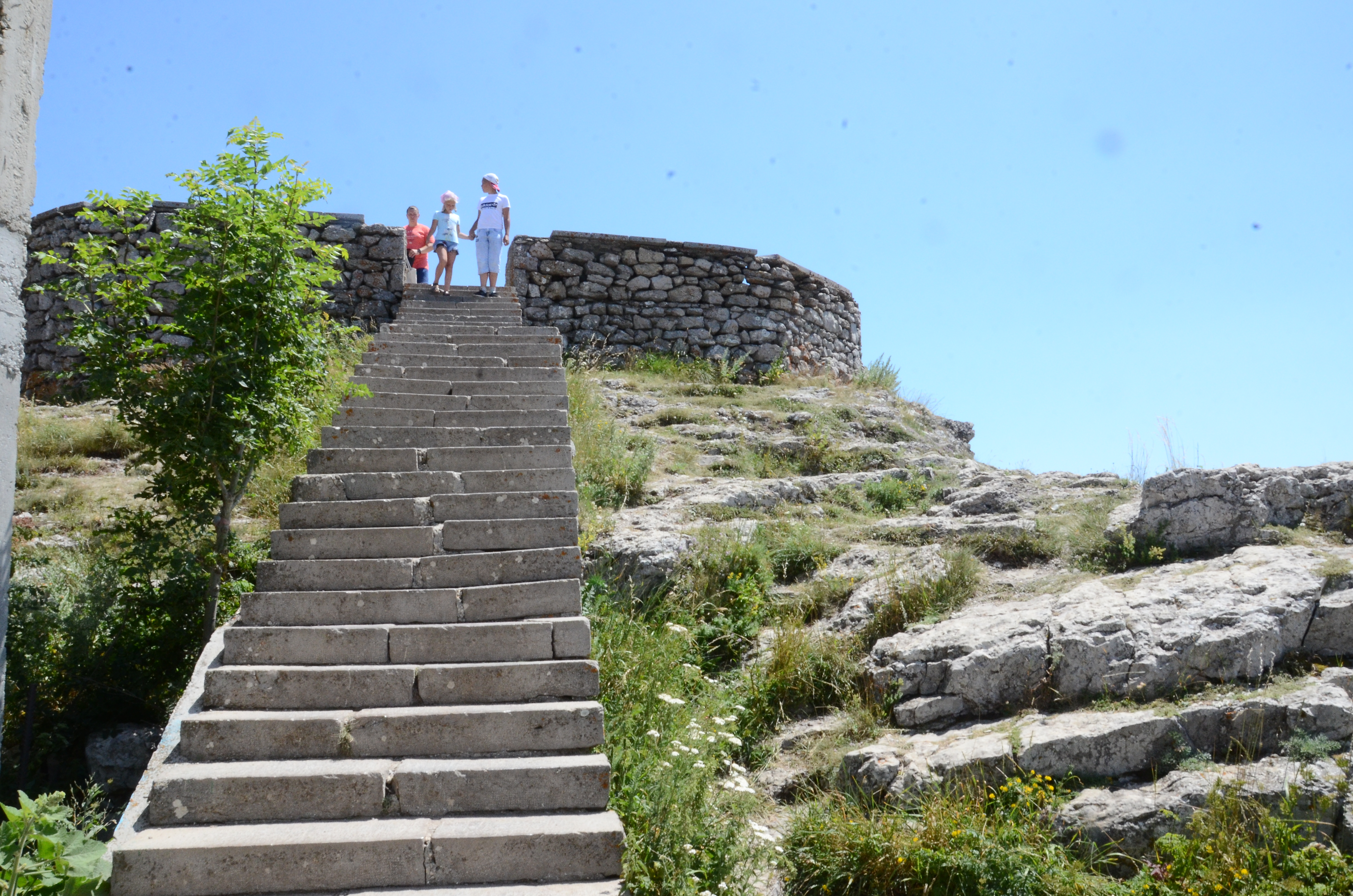
Видовая площадка на скале Шишко
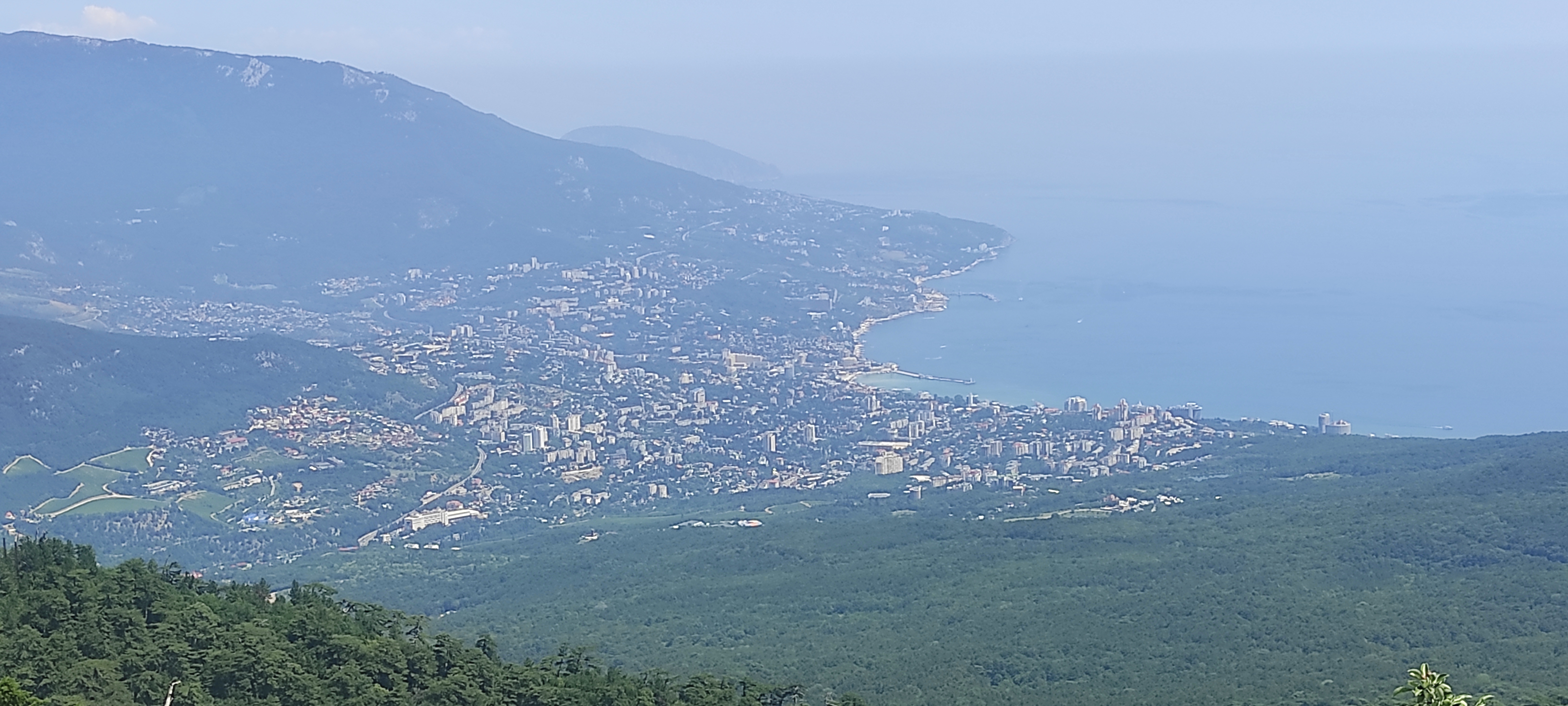
Вид на Ялту со скалы Шишко

## Достопримечательности

### Ай-Петринский меридиан
Главное Управление Землеустройства и Земледелия, Отдел Земельных Улучшений, экспедиция с 1913 по 1918 годы провела на горе Ай-Петри и в других горных районах Крыма работы исследовательского характера по регулированию речного стока и по строительству гидротехнических сооружений и обеспечения Крымского полуострова водой. Благодаря работе экспедиции было открыто около сотни гидропостов, определена водоотдача сотен рек и источников, заложен принцип современного водоснабжения Крыма.

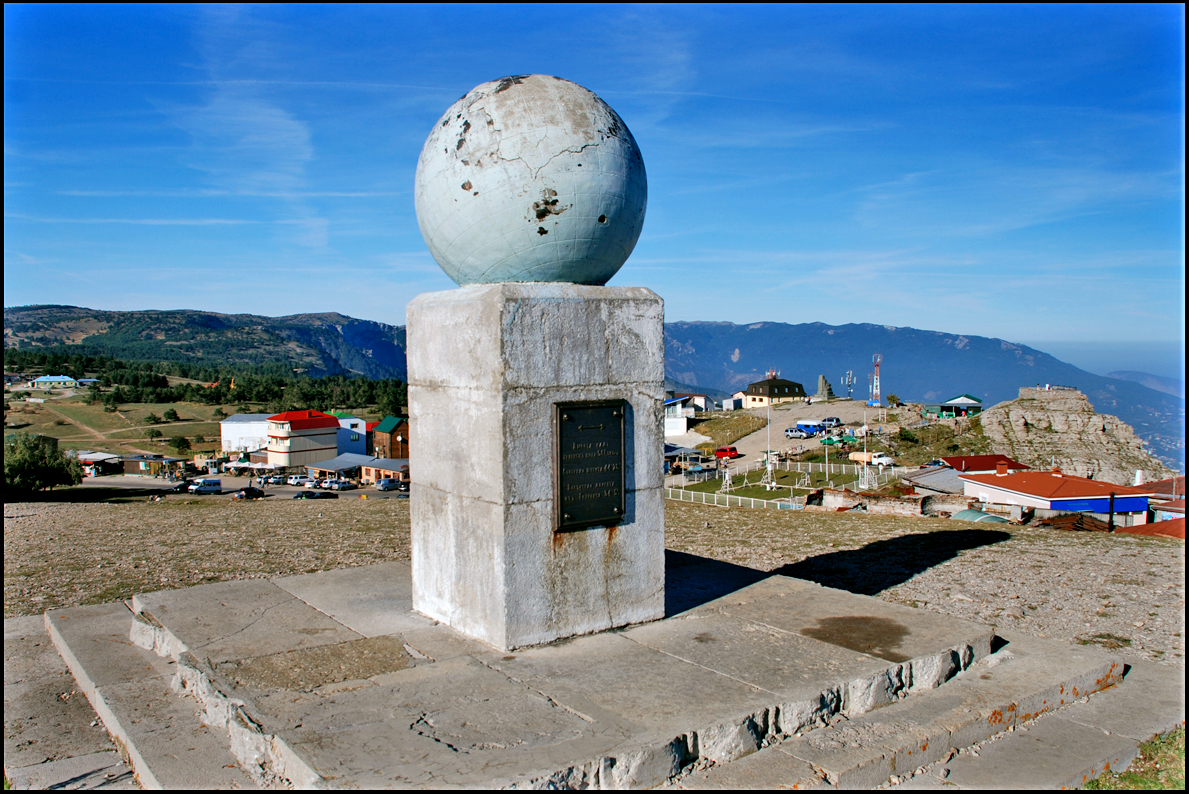
Географический знак Ай-Петринский меридиан
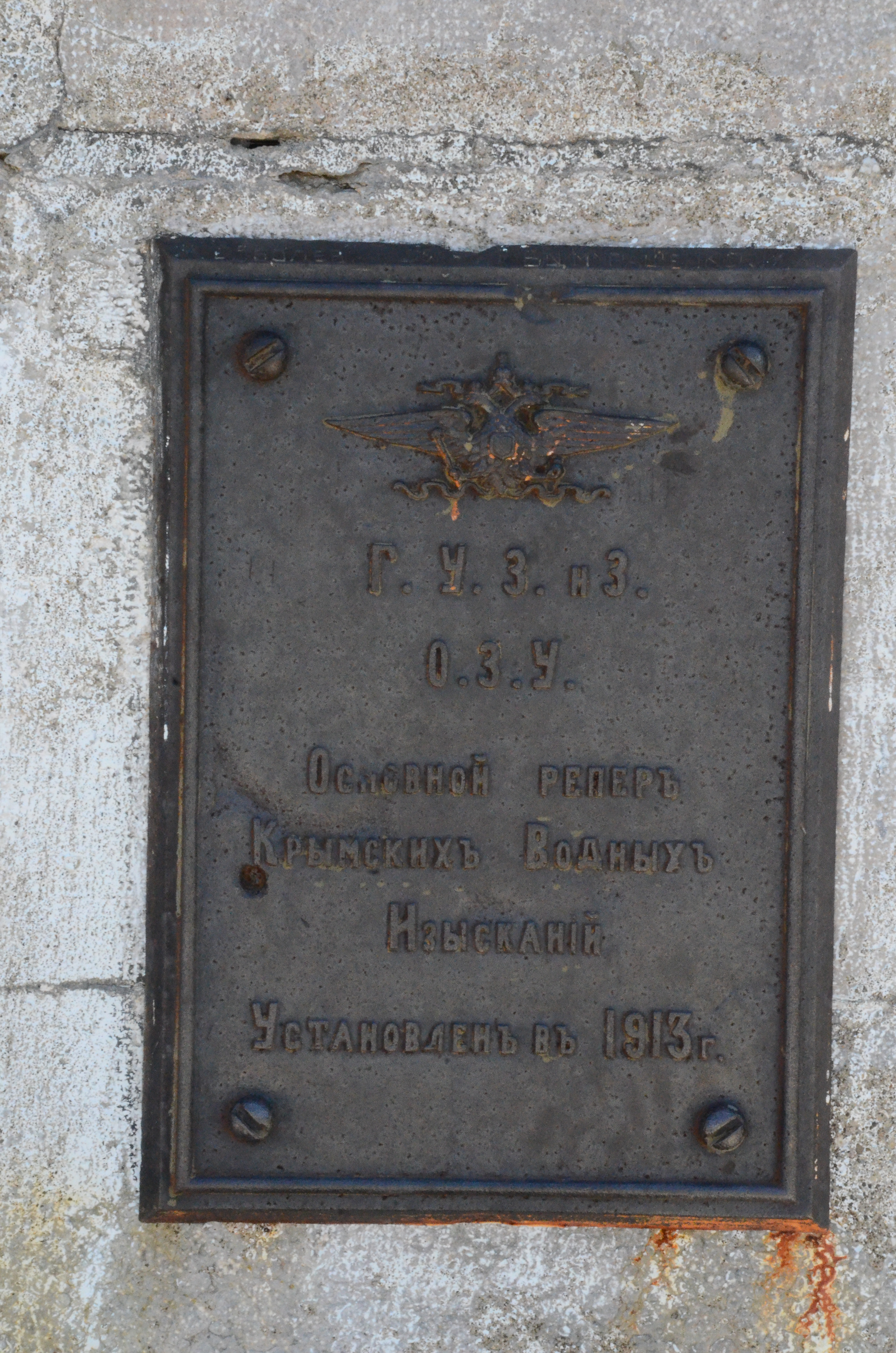
Закладная табличка 1913 года
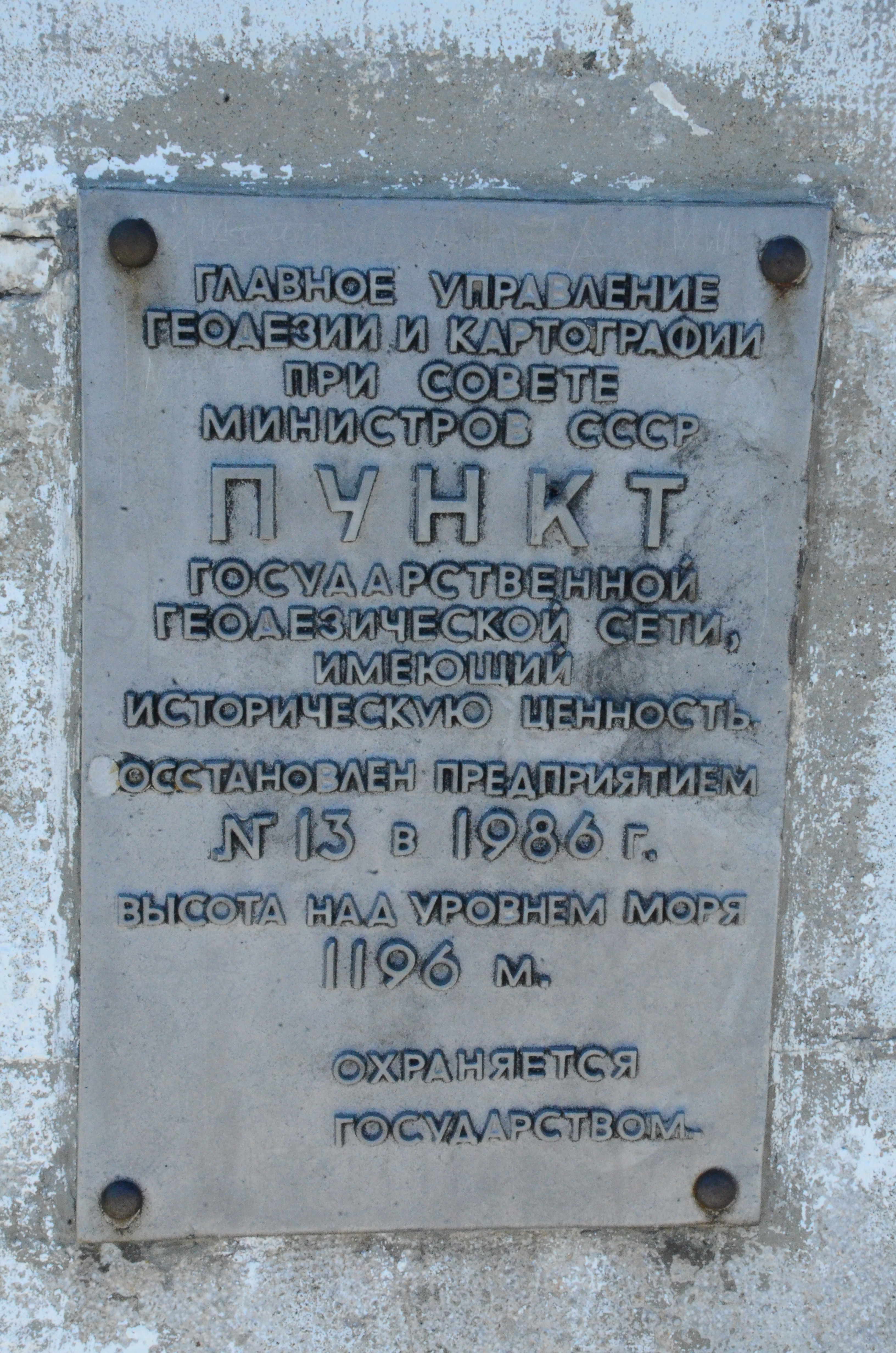
Охранная табличка СССР

Надпись на информативной табличке: «Главное управление геодезии и картографии при совете министров СССР ПУНКТ государственной геодезической сети, имеющий историческую ценность, восстановлен предприятием № 13 в 1986 году. Высота над уровнем моря 1196 метров. Охраняется государством.»
В настоящее время — объект культурного наследия  Объект культурного наследия народов РФ регионального значения. Рег. № 911710901920005 (ЕГРОКН)

### Памятник партизанам
В декабре 1941 года на северном склоне Ай-Петринской яйлы, над родником Беш-Текне, произошел бой Ялтинского партизанского отряда с немецко-румынскими частями. В ходе боя погибли командир 4 партизанского района Крыма генерал-майор Аверкин Д. И., командир Ялтинского отряда Мошкарин Д. Г., комиссар отряда Белобродский С. Я., начальник штаба отряда Тамарлы Н. Н. и другие партизаны. Место боя отдалено от путей и в 1946 году к северу от посещаемой скалы Шишко был установлен памятник-кенотаф.

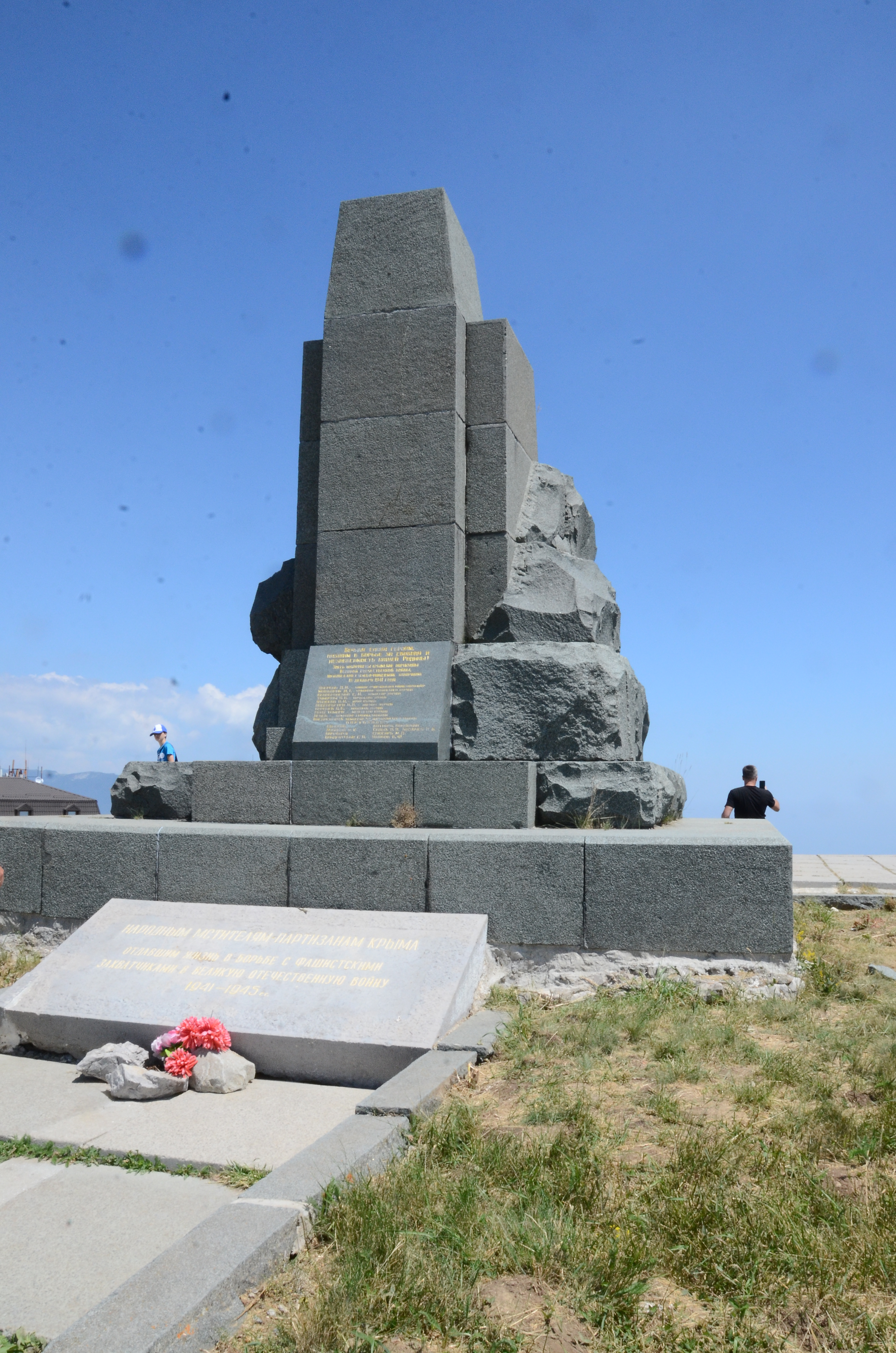
Памятник партизанам
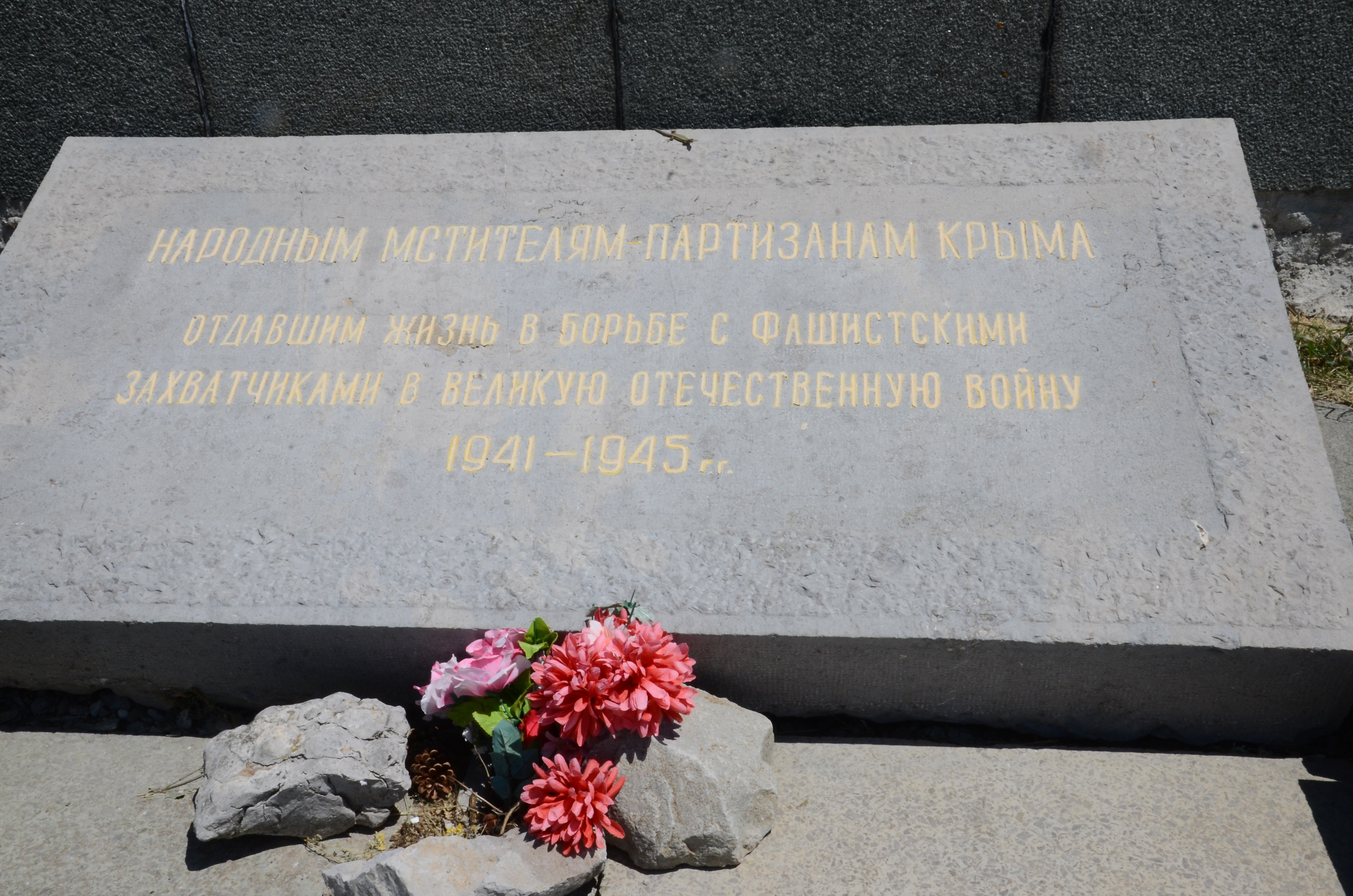
Мемориальная надпись
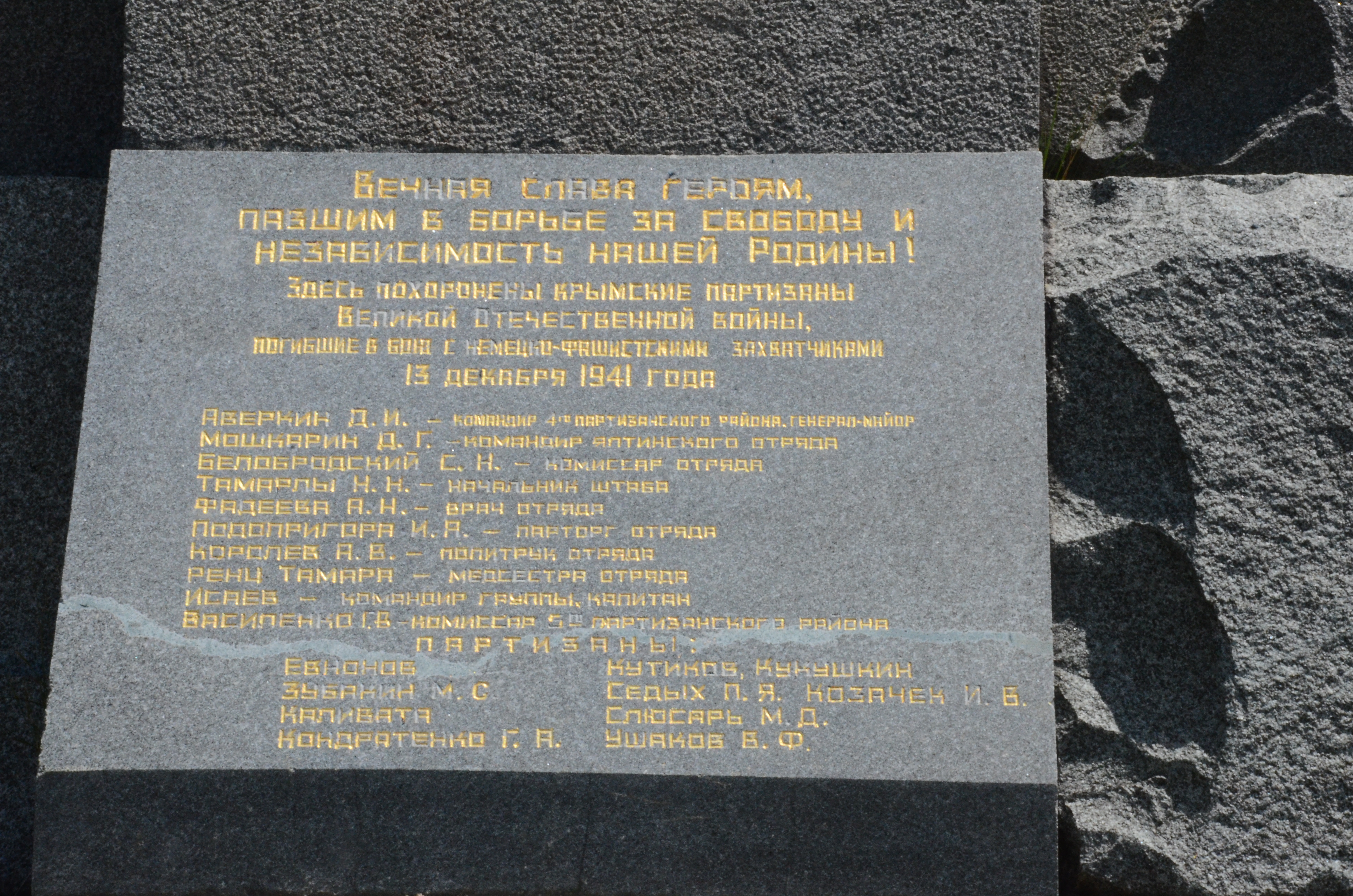
Списки партизан

Мемориальная надпись:

«Народным мстителям — партизанам Крыма, отдавшим жизнь в борьбе с фашистскими захватчиками в Великую Отечественную войну 1941—1945 гг.»
Аверкин Д. И.
Василенко Г. В.
Мошкарин Д. .
Белобродский С. Н.
Тамарлы Н. Н.
Фадеева А. Н.
Подопригора И. А.
Королев А. В.
Ренц Тамара
Исаев
Василенко Г. В.
Евнонов
Зубакин М. С.
Каливата
Кондратенко Г. А.
Кутиков
Кукушкин
Седых П. Я.
Козачек И. В.
Слюсарь М. Д.
В настоящее время — объект культурного наследия  Объект культурного наследия народов РФ регионального значения. Рег. № 911710901880005 (ЕГРОКН)